# Opechancanough
Opechancanough, o Opchanacanough (1554 circa – 1645), era un capotribù della Confederazione Powhatan.
Vissuto in quella che è l'attuale Virginia, fu leader della sua gente dal 1618 fino alla morte, avvenuta in prigionia nel 1645. Nella lingua degli Algonchini, il suo nome significa Colui che ha l'Anima Candida.

## Il guerriero
La Confederazione Powhatan fu fondata tra il XVI ed il XVII secolo sotto la guida di Capo supremo (mamanatowick) Wahunsunacock (più comunemente conosciuto come Re (o Imperatore) Powhatan, dal nome della sua tribù che guidò nei territori vicino all'odierna Richmond). Per un lungo periodo di anni, attraverso negoziazioni o coercizioni, Re Powhatan unì molte (circa 30) delle tribù di Nativi Americani della Virginia orientale.
All'epoca dell'insediamento Inglese a Jamestown (maggio 1607), Opechancanough era un guerriero temuto e un leader carismatico dei Powhatan. Come fratello minore (più probabilmente fratellastro) di Re Powhatan, guidò una tribù situata lungo il fiume Pamunkey vicino all'odierna West Point. Conosciuto per la sua strenua opposizione ai colonizzatori Inglesi, catturò John Smith lungo il fiume Chickahominy e lo condusse da Wahunsunacock a Werowocomoco, uno dei due centri principali della tribù. Situato lungo la riva Nord dell'attuale fiume York, Werowocomoco è il sito dove avvenne il famoso episodio con protagonista Pocahontas, figlia di Wahunsunacock, intervenuta durante una cerimonia per salvare John Smith, stando al resoconto dell'Inglese.
Resoconti scritti da altri coloni confermarono che dopo quell'episodio, Pocahontas fece da intermediaria tra i nativi e i coloni. Durante l'inverno del 1607-08 intervenne anche portando loro del cibo, quando il forte dei coloni bruciò in un incendio accidentale nel gennaio del 1608. Dopo la cattura, nell'aprile 1613, per opera del cap. Samuel Argall, grazie al tradimento di capo Japazaws (zio della ragazza), le sue nozze con il colono John Rolfe portarono nel 1614 un periodo di pace, che finì poco dopo la sua morte per vaiolo avvenuta nel 1617 durante la permanenza in Inghilterra e dopo la morte, nell'aprile 1618, del padre Wahunsonacock, al quale succedette come mamanatowick Powhatan il fratello Opitchapam. Poco tempo dopo questi avvenimenti, probabilmente esautorato di fatto Opitcapam (poi morto nel 1630), Opechancanough divenne capo della Confederazione Powhatan.

## Il Capo
Tra nativi e coloni crebbero dei conflitti inconciliabili, una volta che l'esportazione del tabacco (vero e proprio "mangia-terra") divenne coltura per la vendita immediata della colonia. Le relazioni divennero sempre più tese con l'avvento di un numero sempre maggiore di Europei, che iniziarono a fondare centene e piantagioni lungo le sponde navigabili dei fiumi.
Ad iniziare dal Massacro indiano del 1622, Capo Opechancanough rinunciò ad usare la diplomazia con i coloni Inglesi della Virginia e tentò di costringerli con la forza ad abbandonare la regione. Nella mattina di Venerdì Santo, il 22 marzo 1622, all'incirca un terzo dei coloni furono trucidati durante una serie di attacchi a sorpresa coordinati lungo entrambe le sponde del fiume James. Tuttavia, la colonia passò al contrattacco e centinaia di nativi furono uccisi per rappresaglia, molti avvelenati con l'inganno dal Dr. John Potts a Jamestown.
Opechancanough compì un ennesimo sforzo per sbarazzarsi dei coloni il 18 aprile del 1644, ma fu catturato nell'estate 1645 dagli uomini guidati dal Governatore Reale William Berkeley. All'epoca doveva avere tra i 90 ed i 100 anni. Mentre era prigioniero, Opechancanough fu ucciso da un soldato, che aveva il compito di fargli da guardia, con un colpo alla schiena.
Gli succedettero al potere prima Nectowance (figlio di Wahunsinacook) e poi Totopotomoi (genero di Wahunsinacook), in seguito prese il suo posto sua figlia Cockacoeske, sorella di Pocahontas e vedova di Totopotomoi (ucciso in battaglia nel 1656). Quest'ultima, successivamente, fu la concubina del colonnello John West, figlio del Governatore della Virginia.